# Paronellidae
Paronellidae is een familie van springstaarten en telt 503 beschreven soorten.

## Taxonomie
- Onderfamilie Paronellinae - Börner, 1913, sensu Soto-Adames FN et al., 2008:507  (375 soorten)
- Onderfamilie Cyphoderinae - Börner, 1913, sensu Soto-Adames FN et al., 2008:507  (128 soorten)